# 1990年の政治
1990年の政治（1990ねんのせいじ）では、1990年（平成2年）の政治分野に関する出来事について記述する。

## できごと

### 1月
- 1月3日 - （パナマ）国軍最高司令官のマヌエル・ノリエガがアメリカ軍に出頭、逮捕される。翌日、米国へ移送。
- 1月11日 - （ソ連）最高会議議長のミハイル・ゴルバチョフがリトアニアを訪問。
- 1月13日 - （アゼルバイジャン）の首都バクーで、民族暴動。
- 1月20日 - （アゼルバイジャン）バクーに非常事態宣言。ソ連正規軍部隊と武装住民が衝突し、数百人の死者が出る。
- 1月22日 - （韓国）盧泰愚大統領、民主正義党と統一民主党および新民主共和党の合同（民主自由党の結成）を宣言。2月9日、結党大会。5月9日に全党大会を開催し、盧泰愚大統領を初代総裁に選出。
- 1月24日 - 衆議院が解散。
- 1月29日 - （東ドイツ）ホーネッカー元国家評議会議長が同国検察当局に逮捕される。

### 2月

第39回衆議院議員総選挙における党派別勢力図

- 2月5日 - （ソ連）共産党中央委員会総会（7日まで）。共産党の指導性放棄、大統領制導入が提案される。
- 2月5日 - （タジク）首都ドゥシャンベで非常事態宣言。
- 2月15日
  - （ラトビア）最高会議がソ連による併合無効を決議、ソ連からの独立を宣言。3月11日リトアニア、3月30日エストニアも同様に独立宣言。
  - 高松市市制100周年。
- 2月16日 - （ソ連）最高会議に保守派の議員グループ「ソユーズ」が結成される。
- 2月18日 - 第39回衆議院議員総選挙。自由民主党275議席の絶対安定多数確保
- 2月20日 - 草場良八が第12代最高裁判所長官に就任。
- 2月28日 - 第2次海部俊樹内閣発足。

### 3月
- 3月15日 - （ソ連）ミハイル・ゴルバチョフ、大統領に就任。後任の最高会議議長はアナトリー・ルキヤノフ。
- 3月18日 - ドイツ民主共和国人民議会選挙。東ドイツにとって最初で最後となった自由選挙の結果、キリスト教民主同盟やドイツ社会同盟を中心とした政党連合「ドイツ連合」が400議席中192議席を獲得、東ドイツ社会民主党に大差をつけて勝利。→選挙の詳細は「1990年ドイツ民主共和国人民議会選挙」を参照。
- 3月21日 - アフリカ最後の植民地ナミビアが独立。
- 3月30日 - （エストニア）独立宣言を採択。

### 4月
- 4月1日 - ソ連自由民主党結成。
- 4月13日 - ミハイル・ゴルバチョフソ連大統領が、カティンの森事件がソ連秘密警察の犯行であったことを認め陳謝。

### 5月
- 5月22日 - イエメン統一。
- 5月29日 - ボリス・エリツィンがロシア共和国最高会議議長に選出される。

### 6月
- 6月10日 - ブルガリアにおいて共産党一党独裁体制崩壊後、初の自由選挙となるブルガリア大国民議会選挙が行われた。17日の決選投票も含めた選挙の結果、ブルガリア社会党（ブルガリア共産党の後継政党）が過半数を占め第一党となる。
- 6月29日 - 礼宮文仁親王が川嶋紀子と結婚、秋篠宮家を創設。

### 7月
- 7月9日 - ヒューストン・サミット開幕、11日まで。
- 7月12日 - ボリス・エリツィン、ソ連共産党離党宣言。
- 7月27日 - 白ロシア共和国独立宣言（主権宣言）。
- 7月28日 - アルベルト・フジモリがペルーの大統領に就任。
- 7月29日 - 政府、多国籍軍に10億ドルの経済支援を行うと発表。

### 8月
- 8月2日 - イラクがクウェートに侵攻。湾岸戦争の引き金となる。

### 9月
- 9月5日 - 韓国・北朝鮮、分裂後初の両国首相会談。
- 9月30日 - ソ連と韓国が国交樹立。

### 10月
- 10月3日 - 西ドイツに東ドイツが編入される形で統一（ドイツ再統一）。
- 10月15日 - ゴルバチョフ・ソ連大統領がノーベル平和賞を受賞。
- 10月16日 - 第119臨時国会で、政府がPKO協力法案を提出。
- 10月20日 - マレーシア総選挙で与党国民戦線が勝利し、マハティール・ビン・モハマド首相が再選されました。

### 11月
- 11月8日 - 小沢一郎自民党幹事長と社公民三党書記長と幹事長・書記長会談で国連平和協力法案を廃案にすることを表明、新たな国連平和協力の具体策を作るための協議を提案。
- 11月18日 - 沖縄県知事選挙投票日。即日開票の結果、革新統一で新人の太田昌秀が保守系無所属で現職の西銘順治を破って初当選。12年ぶりに革新勢力が県政を奪還（→1990年沖縄県知事選挙）。
- 11月12日 - 即位の礼。
- 11月22日 - 大嘗祭。
- 11月25日 - ポーランド大統領選挙。ポーランド民主化運動の指導者であるレフ・ヴァウェンサが一位となったが獲得得票は過半数に達せず決選投票が行われることに。12月9日の決選投票でヴァウェンサが、第一回投票で二位となったスタニスワフ・ティミンスキ（カナダ在住の実業家）に大差をつけて勝利。→詳細は1990年ポーランド大統領選挙を参照

### 12月
- 12月2日
  - ワジム・バカーチン・ソ連内相が解任。
  - ドイツ連邦議会選挙。ドイツ再統一後初となった選挙の結果、再統一を推進したヘルムート・コール首相の与党であるキリスト教民主・社会同盟（CDU/CSU）と自由民主党の中道保守連合が大勝。→選挙の詳細は「1990年ドイツ連邦議会選挙」を参照。
- 12月20日 - シェワルナゼソ連外相が辞意を表明し、独裁の到来を警告する。
- 12月27日 - ソ連副大統領にゲンナジー・ヤナーエフが選出される。
- 12月29日 - 第2次海部改造内閣発足。